# سونيا كون
سونيا كون (بالألمانية: Sonja Kohn)‏ هي مصرفية نمساوية، ولدت في 5 أغسطس 1948 في فيينا في النمسا.